# José Antonio Félez
José Antonio Félez (Madrid) es un productor de cine y televisión español. Hasta 2018 había participado en 30 producciones audiovisuales. En 1998 fundó Tesela PC. En 2002, Plural Entertainment (Grupo Prisa) se convirtió en socio mayoritario de la productora. En 2009 abandona Tesela y funda Atípica Films donde produce películas y más recientemente, series de televisión de éxito nacional e internacional. Con Atípica Films ha participado en la producción de El hombre de las mil caras, Tenemos que hablar, La isla mínima, La gran familia española, Grupo 7 y Primos. La última producción ha sido La peste (serie de televisión), serie original de Movistar+ creada por Alberto Rodríguez Librero y Rafael Cobos López. Anteriormente y con Tesela había producido películas como: El Bola, 7 vírgenes, Roma, AzulOscuroCasiNegro o Gordos.
En 2015 fue designado como la persona más influyente del cine español por la revista Cinemanía*. En 2021 es galardonado con la Medalla de Oro de los Premios Forqué.
Dicen de él que es «el productor con el que todos los directores querrían trabajar al menos una vez en la vida»*

## Biografía
Licenciado en Derecho en la Universidad Complutense de Madrid y graduado PDG por el IESE (Instituto de Estudios Superiores de la Empresa), ha tenido una carrera profesional centrada tanto en el mundo del cine como en el de la gestión empresarial.
Hay que destacar que, como productor, siempre ha apostado por nuevos talentos a los que ha ido acompañando a lo largo de sus carreras. Así ha sido con Daniel Sánchez Arévalo, Alberto Rodríguez Librero o Rafael Cobos López.
Fue presidente de la AEC (Asociación Estatal de Productoras de Cine) desde 2011 hasta abril de 2017.

## Filmografía

### Como Productor
| - Modelo 77 (2022) - Diecisiete (2019) - La peste (serie de televisión) (2018) - El hombre de las mil caras (2016) - Tenemos que hablar (2016) - La isla mínima (2014) - La gran familia española (2013) - Grupo 7 (2012) - Primos (2011) - After (2009) - Gordos (2009) - Una palabra tuya (2008) - 8 citas (2008) - Tocar el cielo (2007) - Pudor (2007) - ¿Por qué se frotan las patitas? (2006) - Cabeza de perro (2006) - AzulOscuroCasiNegro (2006) - 7 vírgenes (2005) - El viento (2005) | - Elsa y Fred (2005) - La promesa (2004) - Roma (2004) - Astronautas (2003) - Noviembre (2003) - El traje (2002) - Mi casa es tu casa (2002) - La fuga (2001) - El Bola (2000) - El factor Pilgrim (2000) - A galope tendido (2000) - El faro del sur (1998) |

### Como guionista
- Tocar el cielo (2007)
- ¿Por qué se frotan las patitas? (2006)
- Cabeza de perro (2006)
- La promesa (2004)
- El faro del sur (1998)

## Nominaciones y premios Goya
| Año  | Categoría                                  | Película                   | Resultado |
| ---- | ------------------------------------------ | -------------------------- | --------- |
| 2023 | Mejor Película                             | Modelo 77                  | Nominada  |
| 2016 | Mejor Película                             | El hombre de las mil caras | Nominada  |
| 2014 | Mejor Película                             | La isla mínima             | Ganadora  |
| 2013 | Mejor Película                             | La gran familia española   | Nominada  |
| 2012 | Mejor Película                             | Grupo 7                    | Nominada  |
| 2004 | Mejor Película                             | Roma                       | Nominada  |
| 2001 | Mejor Película Extranjera de Habla Hispana | La fuga                    | Ganadora  |
| 2000 | Mejor Película                             | El Bola                    | Ganadora  |
| 1997 | Mejor Película Extranjera de Habla Hispana | El faro del sur            | Ganadora  |